# Chile a 2002. évi téli olimpiai játékokon
Chile az egyesült államokbeli Salt Lake Cityben megrendezett 2002. évi téli olimpiai játékok egyik részt vevő nemzete volt. Az országot az olimpián 2 sportágban 6 sportoló képviselte, akik érmet nem szereztek.

## Alpesisí
Férfi
| Versenyző    | Versenyszám            | 1. futam | 1. futam | 2. futam | 2. futam | Összesítés    | Összesítés    |
| Versenyző    | Versenyszám            | Idő      | Hely.    | Idő      | Hely.    | Idő           | Helyezés      |
| ------------ | ---------------------- | -------- | -------- | -------- | -------- | ------------- | ------------- |
| Mikael Gayme | Lesiklás               |          |          |          |          | 1:48,37       | 50.           |
| Mikael Gayme | Szuperóriás-műlesiklás |          |          |          |          | nem ért célba | nem ért célba |
| Maui Gayme   | Lesiklás               |          |          |          |          | 1:47,63       | 48.           |
| Maui Gayme   | Óriás-műlesiklás       | 1:19,76  | 62.      | 1:17,58  | 45.      | 2:37,34       | 49.           |
| Maui Gayme   | Szuperóriás-műlesiklás |          |          |          |          | nem ért célba | nem ért célba |
| Duncan Grob  | Szuperóriás-műlesiklás |          |          |          |          | 1:30,35       | 31.           |

Női
| Versenyző         | Versenyszám            | Eredmény      | Helyezés      |
| ----------------- | ---------------------- | ------------- | ------------- |
| Anita Irarrazábal | Szuperóriás-műlesiklás | nem ért célba | nem ért célba |

## Biatlon
Férfi
| Versenyző    | Versenyszám  | Lövőhiba    | Időeredmény | Helyezés |
| ------------ | ------------ | ----------- | ----------- | -------- |
| Carlos Varas | 10 km sprint | 0 (0+0)     | 32:48,1     | 86.      |
| Carlos Varas | 20 km egyéni | 3 (0+1+1+1) | 1:10:32,2   | 86.      |

Női
| Versenyző           | Versenyszám   | Lövőhiba    | Időeredmény | Helyezés |
| ------------------- | ------------- | ----------- | ----------- | -------- |
| Claudia Barrenechea | 7,5 km sprint | 5 (3+2)     | 30:15,1     | 74.      |
| Claudia Barrenechea | 15 km egyéni  | 3 (1+1+1+0) | 1:02:30,0   | 67.      |